# Adam og Asmaa
Adam og Asmaa var et dansk talkshow, der blev sendt på DR i 2006. Showets værter var Adam Holm og Asmaa Abdol-Hamid. Showet undersøgte forskellene mellem islam og den vestlige verden. 
Adam og Asmaa blev sendt 8 gange på DR2.